# L'impostore (Generali)
L'impostore è un'opera in due atti di Pietro Generali, su libretto di Angelo Anelli. La prima rappresentazione ebbe luogo al Teatro Alla Scala di Milano nella primavera del 1815.

## Trama
La scena è in un paese d'Italia

### Atto I
Cortile in casa del signor Marcotondo
Isidoro e Carolina si amano, e vorrebbero sposarsi, con l'appoggio della zia di lei, Donna Rosa. Tuttavia Marcotondo, il padre di Carolina, vuole che la figlia sposi Don Carpazio, uno dei tanti scrocconi e adulatori al suo seguito, sedicente epigrammista e giornalista. Disperati, i due amanti si rivolgono a Donna Rosa, che li indirizza preso una sua cameriera, Lauretta, maestra di inganni. Intanto arriva a casa di Marcotondo lo stesso Carpazio, chiamato dal proprio mecenate, sproloquiando sulle proprie capacità d'impostura. Giunge Marcotondo, che gli propone la mano di Carolina: costui finge di essere già promesso a una contessina con dote di diecimila talleri per impressionare il suo sciocco mecenate, che subito afferma che la dote della propria figlia è ancora maggiore. Carpazio dunque, fingendo modestia, accetta.
Anticamera in casa di Donna Rosa
Lauretta si gloria delle proprie capacità da ingannatrice, deridendo gli 'zerbinotti innamorati'. Entrano Donna Rosa, Isidoro e Carolina, che espongono alla donna il proprio cruccio. Lauretta prontamente, senza dire le proprie intenzioni ai suoi interlocutori, si fa portare un abito alla moda e ordina che Isidoro vada da un barbiere a farsi i mustacchi. Partito il giovane, Lauretta impartisce a Donna Rosa e Carolina una lezione sull'astuzia femminile.
Sala in casa di Marcotondo
Marcotondo e Carpazio hanno ormai steso il contratto nuziale, stabilendo di celebrare le nozze la sera stessa. All'improvviso il servo Mengone, fratello di Lauretta, annuncia l'arrivo di una dama inglese, Milady Sloff - in realtà Lauretta sotto mentite spoglie - venuta a conoscere di persona il 'celebre' scrittore Carpazio, il cui nome a suo dire risuonerebbe in tutta Londra; al suo seguito, un magazziniere francese, ovvero Isidoro travestito, che avrebbe seguito la dama nel suo viaggio. La sedicente Milady esprime grande ammirazione per Carpazio, e giunge ad invitarlo a casa sua, a Londra; ma quando Carpazio le dice che si deve sposare, la donna astutamente finge di svenire. L'impostore crede che la donna sia svenuta perché lo ama e non ha potuto sopportare il fatto che si sposi, cadendo dunque nella trappola, mentre il magazziniere-Isodoro finge una scenata di gelosia nei confronti della dama inglese. Questo getta Carpazio in gran confusione, e incomincia a dubitare delle nozze, mentre Carolina, istruita da Lauretta, finge affetto per l'impostore. Ma è giunto il momento degli sposalizi, dato che sono giunti a casa di Marcotondo tutti i suoi parenti, venuti ad assistere al lieto evento. Tuttavia Carpazio, fingendo prudenza, decide di differire le nozze, dato che a suo dire è meglio che lo sposo e la sposa si conoscano meglio. Carolina, a questa notizia, fa una scenata ad arte davanti a tutti, mentre i parenti di Marcotondo rimproverano Carpazio. Giunge subito dopo Isidoro, venuto a porgere le scusa per la sua gelosia; Marcotondo dapprima è bonario, ma poi si irrita per il francese del suo interlocutore, interpretato solo da Carolina.
Giardino in casa di Marcotondo
Carpazio insegue nel giardino di Marcotondo la Milady, che finge dolore per i prossimi sposalizi dell'impostore. Giunge Marcotondo, che introduce alla Milady Carolina, la quale annuncia alla donna delle sue prossime nozze. Ad arte, questa si finge turbata, e poco dopo rende noto a Donna Rosa, venuta ad offrirle un appartamento a casa sua, che ella è vedova, aumentando le speranza di Carpazio. Proprio a questo punto, però, irrompe una schiera di finti viaggiatori, venuti a mettere in guardia Marcotondo da Don Carpazio, accusato d'aver sedotto innumerevoli zitelle e imbrogliato molti galantuomini. Lo sciocco mecenate non crede a queste voci, e scaccia via la calca, secondato ad arte da Lauretta che informa i finti viaggiatori della fama internazionale di Carpazio.

### Atto II
Sala in casa di Marcotondo, come nell'atto primo
Donna Rosa e tutti i parenti sono impazienti di celebrare gli sposalizi rimandati; ma Marcotondo, ostinatamente, difende il proprio protetto dall'impazienza dei suoi congiunti, vedendo Don Carpazio in preda ad un estro creativo. Lo stesso impostore, per sfuggire alle pressanti domande di Marcotondo e dei suoi parenti, si finge preso da un raptus poetico. Intanto giunge la nuova che il magazziniere francese è partito, in preda alla gelosia; questo aumenta le speranze di Don Carpazio, che appunto si concretizzano quando giunge la stessa Milady, venuta a cercare conforto presso l'impostore. COn una serie di battute incalzanti, Lauretta riesce a far dichiarare a Carpazio il proprio amore, e lo invita a casa sua la sera stessa. L'invito è rivolto anche a Marcotondo, a Carolina, a Donna Rosa e a Isidoro, che si finge il servente di quest'ultima e con sperticate lodi a Marcotondo riesce ad acquistarsene la simpatia. Donna Rosa dunque rassicura il giovane della riuscita dell'impresa, mentre questi sfoga le proprie insicurezze e le proprie speranze.
Sala grande in casa di Donna Rosa con vari tavolini, ed una tavola grande in prospetto. Qua e là varie sedie: lumi accesi all'intorno
Milady mostra ai suoi invitati un bellissimo quadro ritraente le nozze di Enea e Lavinia; ella poi mostra l'intenzione di voler riprodurre il dipinto, facendo impersonare a Marcotondo il padre, a Isidoro lo sposo, a Carolina la sposa e a Carpazio un rivale deluso; con la scusa di questa scena, Isidoro e Carolina riescono a sposarsi sotto il naso di Marcotondo e Carpazio, che non si accorgono di nulla; giunge poi Mengone, incaricato in precedenza dall'impostore di portare in stamperia un suo manoscritto; il servitore annuncia che i presenti, al solo sentire il nome dell'autore del volume, si sono messi a gridare all'impostore a ridere del dedicatario, ovvero Marcotondo. Come al solito, questi non presta la minima attenzione alle suddette voci, innamorato com'è del suo protetto. Ritorna Lauretta, con l'intenzione di mettere in piedi una seconda scena, con lei stessa nei panni di Donna Aristea, che ama ardentemente non ricambiata Don Procolo, impersonato da Carpazio, cimentandosi in una lunga aria con coro. Al termine dell'interpretazione tutti si sperticano in applausi per la cantante, che parte con Carpazio; ma giunge poco dopo Mengone, che informa gli astanti di aver visto Milady ordinare la propria carrozza per tornare a Londra, con l'intenzione di condurre via l'impostore. Marcotondo non è ancora persuaso della disonestà di Carpazio, ma gli altri lo spingono a sorprendere i due nell'anticamera della casa di Donna Rosa, dove hanno concertato di incontrarsi. I due amanti intanto esprimono gioia per la loro compiuta unione.
Anticamera di Donna Rosa al buio
Tutti si nascondono nel luogo indicato, e giungono la Milady e Carpazio. Senza sapere d'essere ascoltato, Carpazio da della sciocca a Carolina e del tonto a Marcotondo; questi, preso dall'ira, si palesa e aggredisce Carpazio, che pure non si scompone e annuncia la sua prossima partenza con Milady; tuttavia, questa finalmente si palesa quale Lauretta la cameriera. L'impostore, gabbato e umiliato, scappa via, mentre tutti, rivolgendosi al pubblico, mostrano la vicenda di Carpazio come esempio per tutti i ciarlatani.

## Struttura musicale
- Sinfonia

### Atto I
- N. 1 - Introduzione Flemma un poco: mio fratello (Rosa, Isidoro, Carolina, Mengone, Marcotondo, Coro)
- N. 2 - Cavatina Se qualcuno mi domanda (Carpazio)
- N. 3 - Cavatina Oh quanto mai son stolidi (Lauretta)
- N. 4 - Terzetto La natura che a tutti provvede (Lauretta, Carolina, Rosa)
- N. 5 - Quartetto Qual assalto!... Son stordito! (Carpazio, Lauretta, Marcotondo, Isidoro)
- N. 6 - Coro Noi tutti festosi
- N. 7 - Aria Agitata, lacerata (Carolina, Coro)
- N. 8 - Terzetto Monsieur de Marcotondo (Isidoro, Marcotondo, Carolina)
- N. 9 - Finale I Mi rattristo, e mi consolo (Lauretta, Carpazio, Isidoro, Coro, Marcotondo, Carolina, Rosa, Mengone)

### Atto II
- N. 10 - Introduzione seconda Alla corte: gli sponsali (Coro, Rosa, Mengone, Marcotondo)
- N. 11 - Aria Col bel crin di rose adorno (Carpazio, Rosa, Marcotondo, Coro)
- N. 12 - Duetto Basta: basta: sì, v'intendo (Lauretta, Carpazio)
- N. 13 - Cavatina Per voi con dolci palpiti (Isidoro)
- N. 14 - Quintetto Per formar a poco a poco (Lauretta, Marcotondo, Carpazio, Carolina, Isidoro)
- N. 15 - Coro e Aria Aristea gli occulti ardori - T'amo, o caro, e sol la morte (Lauretta, Coro)
- N. 16 - Duettino Non più sospiri, o caro (Carolina, Isidoro)
- N. 17 - Finale II Questo è il loco (Mengone, Rosa, Marcotondo, Isidoro, Carolina, Carpazio, Lauretta, Coro)